# STS-88

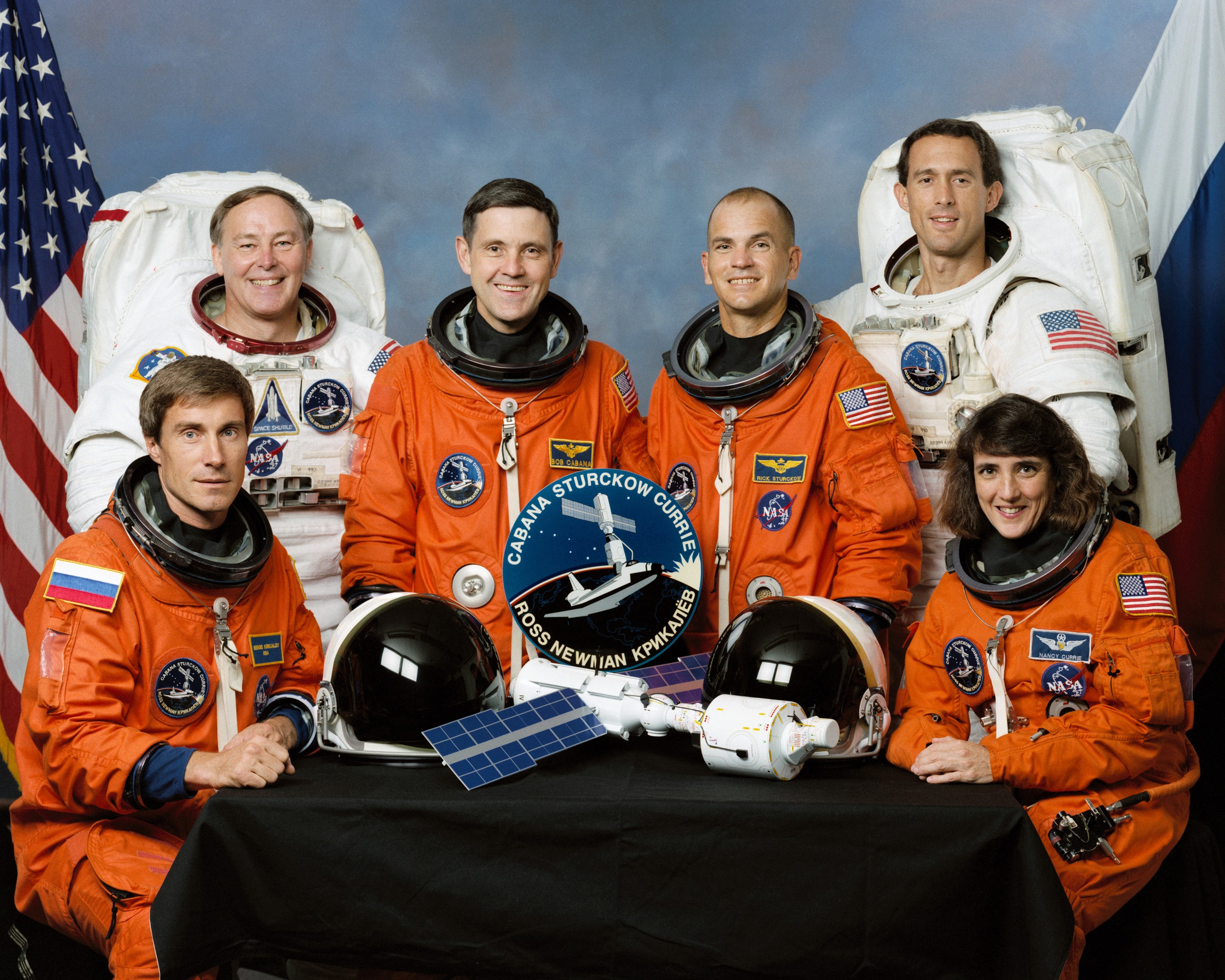
Екіпаж STS-88:Зліва направо — фронт: Крикалев, Каррі; Повернутися: Росс, Кабана, Стеркоу, Ньюман

STS-88 — перша будівельна місія, виконана НАСА за програмою збірки Міжнародної космічної станції у рамках загальної програми «Спейс Шаттл». Основним завданням місії була доставка на орбіту американського модуля «Юніті» (англ. Unity) з двома стикувальними перехідниками та припасування модуля «Юніті» до російського модуля «Заря» що вже перебував у космосі. У вантажному відсіку шатла перебували також два демонстраційних супутника MightySat, а також аргентинський дослідний супутник. Ці супутники були запущені після того, як екіпаж шатла закінчив роботи пов'язані з МКС, і шатл відстикувався від станції. Польотне завдання було успішно виконано, в ході польоту екіпажем було здійснено три виходи у відкритий космос.

## Екіпаж
- Роберт Кабана (англ. Robert Cabana, 4-й космічний політ), командир екіпажу.
- Фредерік Стеркоу (англ. Frederick Sturckow, 1-й космічний політ), пілот.
- Ненсі Керрі (англ. Nancy Currie), (3), фахівець польоту.
- Джеррі Росс (англ. Jerry Ross), (6), фахівець польоту.
- Джеймс Ньюман (англ. James Newman), (3), фахівець польоту.
- Сергій Костянтинович Крикальов (Росія, 4), фахівець польоту.

Сергій Крикальов вдруге відправився в космос на американському шатлі. Перший політ на шатлі «Діскавері» STS-60 Крикальов здійснив у 1994 році.

## Виходи у відкритий космос
- Вихід 1 — Росс і Ньюман
- Мета: підключення силових та інформаційних кабелів між модулями «Заря» і «Юніті»
- Початок: 7 грудень 1998 року — 22:10 UTC
- Закінчення: 8 декабря — 5:31 UTC
- Тривалість: 7:00 21 хвилин

Це 1-й вихід у космос пов'язаний з МКС, 1-й вихід за американською програмою пов'язаний з МКС. Це 5-й вихід у космос Джеррі Росса і 1-й вихід Джеймса Ньюмена.
- Вихід 2 — Росс і Ньюман
- Мета: підготовка модулів «Заря» і «Юніті» до спільного функціонування
- Початок: 9 грудень 1998 року — 20:33 UTC
- Закінчення: 10 декабря — 03:35 UTC
- Тривалість: 7:00 02 хвилини

Це 2-й вихід у космос пов'язаний з МКС, 2-й вихід за американською програмою пов'язаний з МКС. Це 6-й вихід у космос Джеррі Росса і 2-й вихід Джеймса Ньюмена.
- Вихід 3 — Росс і Ньюман
- Мета: підготовка інструментів та обладнання для продовження складання МКС
- Початок: 12 декабря 1998 року — 20:33 UTC
- Закінчення: 13 грудня — 3:32 UTC
- Тривалість: 6:00 59 хвилин

Цей 3-й вихід у космос пов'язаний з МКС, 3-й вихід за американською програмою пов'язаний з МКС. Це 7-й вихід у космос Джеррі Росса і 3-й вихід Джеймса Ньюмена.

## Підготовка до польоту
.

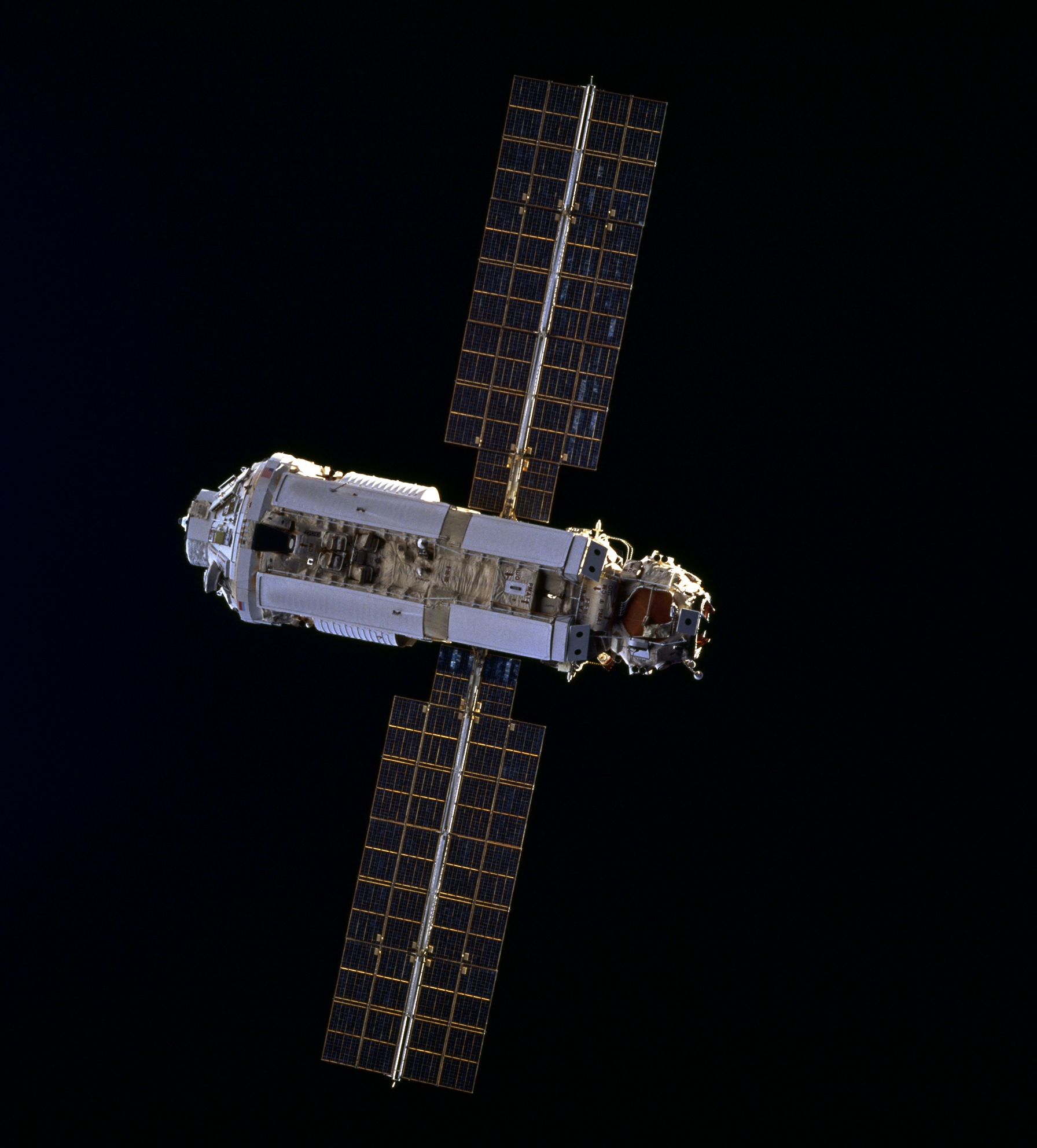
Модуль «Заря» — перший модуль майбутньої станції

Спочатку старт місії «Індевор» STS-88 планувався на 4 грудня 1997 року, але потім старт було перенесено на липень 1998 року, а пізніше на грудень 1998 року. Сполучний модуль Node 1, який був названий «Юніті» (англ. Unity) — це перший модуль створений у США для міжнародної космічної станції і доставлений на орбіту американським шатлом. Модуль «Юніті» є циліндром з двома стикувальними адаптерами. Один адаптер служить для стикування з російським модулем «Заря», а другий адаптер — для стикування шатлів.
- 15 жовтня шатл «Індевор» було перевезено з ангара в будівлю вертикальної збірки.
- 21 жовтня шатл «Індевор» було вивезено з будівлі вертикальної збірки на стартовий майданчик 39А.
- 23 листопада НАСА офіційно оголосило дату і час старту шатлу «Індевор» STS-88 — 3 грудня 1998 року в 8:59 UTC (3:59 EST).

- 3 грудня — перша спроба старту, розпочата 3 грудня, була перервана. За чотири хвилини до моменту старту датчики показали падіння тиску в гідравлічній системі шатла. Старт був скасований і перенесений на добу.

## Політ

### 4 грудня (старт і перший день польоту)
4 грудня шатл «Індевор» STS-88 успішно стартував. Після того як астронавти зайняли свої місця в кабіні, в 6:10 UTC був закритий люк. 4 грудня в 8:35:34 шатл «Індевор» STS-88 успішно стартував.
Під час старту російський модуль «Заря», який знаходився на орбіті з 20 листопада, здійснив вже 222 обертання навколо Землі. За повідомленням російського центру управління польотом, всі системи модуля «Заря» справні, за винятком однієї з шести систем підзарядки батарей. Серед корисних вантажів, які «Індевор» доставив на орбіту, були і запасні частини для несправної системи підзарядки.
Приблизно через півгодини, після виходу на орбіту, був відкритий вантажний відсік шатла, розгорнута антена Ku-діапазону і активізований корисний вантаж програми Hitchhiker. «Індевор» перебував на відстані в 25 000 км від модуля «Заря» і скорочував цю відстань на 1000 км після кожного обертання навколо Землі.
У 14:21 UTC для екіпажу почався період сну (відбій).

### 4—5 грудня (другий день польоту)
Підйом від сну в 21:36 UTC (04.12)
Астронавти перевіряли працездатність робота-маніпулятора і готували скафандри для виходів у відкритий космос.
Відбій в 11:36 UTC (05.12)

### 5—6 грудня (третій день польоту)
Підйом від сну в 19:36 UTC (05.12)
О 23:45 UTC, за допомогою робота — маніпулятора, яким керувала Ненсі Кур'є, з вантажного відсіку шатлу був піднятий модуль «Юніті», вага якого 12,8 тонн. Потім «Юніті» було підведено до стикувального вузла шатла. Коли стикувальний адаптер (PMA-2) «Юніті» був у кількох дюймах від стикувального вузла шатла, командир «Індевора» Роберт Кабана включив двигун і шатл зістикувався з модулем «Юніті». Через деякий час було вирівняно тиск між стикувальним адаптером «Юніті» і кабіною шатлу, а потім був відкритий люк між шатлом і стикувальним адаптером «Юніті». Люк між стикувальним адаптером і власне модулем «Юніті» залишався закритим.
Шатл продовжував наближатися до модуля «Заря», який знаходився на відстані близько 12.000 км від нього.
Відбій о 09:36 UTC (06.12)

### 6—7 грудня (четвертий день польоту)
Підйом від сну в 16:36 UTC (06.12)
Шатл «Індевор» наблизився до модуля «Заря». Коли модуль «Заря» був приблизно в трьох метрах від шатла, в 23:47 UTC, його було захоплено роботом-маніпулятором і в 2:07 UTC (7 грудня) підведено до протилежного стикувального адаптера модуля «Юніті» (PMA−1). Роберт Кабана включив двигун і зістикував адаптер модуля «Юніті» з модулем «Заря». У 2:48 UTC (7 грудня) спрацював стикувальний механізм і обидва модулі були стягнуті й утворили одну пов'язану загальну конструкцію. Ця конструкція височіла на 23 метри над вантажним відсіком шатла, вага конструкції склала 35 тонн. За допомогою камери, встановленої на роботі- маніпуляторі, Ненсі Курьє оглянула антени системи стикування модуля «Заря», які не були повністю розкриті в автоматичному режимі. Пізніше астронавти Росс і Ньюман під час виходу у відкритий космос повністю розкрили ці антени.
Відбій о 09:36 UTC (07.12)

### 7—8 грудня (п'ятий день польоту, перший вихід у відкритий космос)
Підйом від сну в 17:41 UTC (07.12)
7 грудня астронавти Джеррі Росс і Джеймс Ньюман здійснили перший вихід у відкритий космос. Вихід почався в 22:10 UTC і закінчився в 5:31 UTC (8 грудня). Для пересування у відкритому космосі вздовж станції, Росс і Ньюман використовували робот- маніпулятор шатла, яким керувала астронавт Ненсі Кур'є. Під час виходу астронавти підключили силові та інформаційні кабелі між російським модулем «Заря» і американським «Юніті», в загальній складності астронавти встановили близько 40 з'єднань. Росс і Ньюман також встановили поручні на зовнішній поверхні станції. Ці поручні будуть використовуватися астронавтами для пересування навколо станції під час наступних виходів у відкритий космос.
Після того як астронавти з'єднали ланцюги електроживлення між модулями «Заря» і «Юніті», по команді, переданій з російського центру управління польотом, були активовані перетворювачі напруги, через які модуль «Юніті» був підключений до ланцюгів електроживлення модуля «Заря». В американському центрі управління польотом спостерігали як в 3:49 UTC (8 грудня) включилися і ожили системи модуля «Юніті». Перед завершенням першого виходу в космос Джеррі Росс зняв термозахисні кришку з модуля «Юніті», так як система управління модуля почала самостійно контролювати тепловий режим. Джеймс Ньюман перевіряв установку антен системи стикування на модулі «Заря».
Під час цього виходу, Джеррі Росс встановив новий, для американських астронавтів, рекорд — сумарною тривалістю перебування у відкритому космосі. Це був п'ятий вихід у відкритий космос Джеррі Росса. Його загальний час перебування у відкритому космосі склало 30 годин і 8 хвилин. До цього часу цей рекорд (29 годин 41 хвилин) належав астронавтові Томасу Аккерсу, який зробив п'ять виходів у відкритий космос під час польотів «Індевор» STS-49 і «Індевор» STS-61. Пілот шатла Рик Стеркоу асистував астронавтам, що працювали у відкритому космосі.
Відбій о 09:36 UTC (08.12)

### 8—9 грудня (шостий день польоту)
Підйом від сну в 18:06 UTC (08.12)
Цього дня екіпаж мав більше часу для відпочинку, після напруженої роботи у попередні дні. Астронавти проводили підготовку до наступного виходу у відкритий космос і відкриттю люків у МКС, що складається з двох модулів: «Заря» і «Юніті».
Була проведена корекція орбіти комплексу шатл — МКС. Висота орбіти була збільшена на 8 км і склала майже 400 км.
Відбій в 08:36 UTC (09.12)

### 9—10 грудня (сьомий день польоту, другий вихід у відкритий космос)
Підйом від сну в 16:36 UTC (09.12)
9 грудня о 20:33 UTC астронавти Джеррі Росс і Джеймс Ньюман почали другий вихід у відкритий космос. Другий вихід тривав 7 годин і 2 хвилини і закінчився о 03:35 UTC (10 грудня). Під час другого виходу у відкритий космос Джеррі Росс і Джеймс Ньюман прибрали з модуля «Юніті» кріплення, за допомогою яких він був закріплений у вантажному відсіку шатла. Крім того, астронавти встановили і підключили безліч антен систем зв'язку і комунікації. Потім астронавти повністю розкрили антену системи автоматичного стикування на російському модулі «Заря». Раніше цю антену не вдалося розкрити автоматично. У висновку Росс і Ньюман активували систему електроживлення між модулями «Заря» і «Юніті».
Відбій в 08:36 UTC (10.12)

### 10—11 грудня (восьмий день польоту)
Підйом від сну в 16:41 UTC (10.12)
Щоб потрапити в станцію, астронавтам довелося відкрити шість люків:
- Між кабіною шатлу і стикувальним вузлом шатла
- Між стикувальним вузлом шатла і стикувальним адаптером 1
- Між стикувальним адаптером 1 і модулем «Юніті»
- Між модулем «Юніті» і стикувальним адаптером 2
- Між стикувальним адаптером 2 і стикувальним вузлом модуля «Заря»
- Між стикувальним вузлом модуля «Заря» і модулем «Заря».

О 19:55 UTC був відкритий люк в модуль «Юніті» і Кабана й Крикальов, як представники США та Росії, увійшли всередину станції, в модуль «Юніті». Вони стали першими космонавтами, що увійшли в створювану Міжнародну космічну станцію. У 21:12 було відкрито люк між модулями «Юніті» і «Заря» і космонавти вперше увійшли всередину російського модуля, який перебував на орбіті з 20 листопада. Вперше в цей момент Міжнародна космічна станція стала жилою.
Усередині станції астронавти приводили системи станції в робочий стан.
Крикальов і Кур'є замінили непрацюючий блок перезарядження однієї з батарей модуля «Заря».
Відбій в 08:36 UTC (11.12)

### 11—12 грудня (дев'ятий день польоту)
Підйом від сну в 16:36 UTC (11.12)
Астронавти продовжували роботи з активації систем станції і видаленню транспортних кріплень всередині станції. Включали системи освітлення та вентиляції, а також переносили матеріали та обладнання з шатла в станцію.
У 22:41 UTC (11 грудня) командир екіпажу Роберт Кабана і російський космонавт Сергій Крикальов закрили люк в модуль «Заря». У 00:26 UTC (12 грудня) був закритий люк у модулі «Юніті». Таким чином, Міжнародна космічна станція була вперше населеною протягом 28,5 годин.
Відбій в 08:36 UTC (12.12)

### 12—13 грудня (десятий день польоту, третій вихід у відкритий космос)
Підйом від сну в 16:36 UTC (12.12)
12 грудня 20:33 UTC астронавти Джеррі Росс і Джеймс Ньюман почали третій вихід у відкритий космос. Третій вихід тривав 6 годин і 59 хвилин й закінчився в 3:32 UTC (13 грудня). Під час третього виходу у відкритий космос Джеррі Росс і Джеймс Ньюман зміцнили на зовнішній поверхні модуля «Заря» інструменти, поручні та пристосування для кріплення ніг. Астронавти також провели фотозйомку з різних позицій двох зістикованих між собою модулів — «Заря» і «Юніті».
У загальній складності, за три виходи, що відбулися, астронавти Росс і Ньюман провели 21 годину і 22 хвилини у відкритому космосі. Джеррі Росс в цілому за сім виходів провів 44 години і 9 хвилин у відкритому космосі, більше ніж будь-який інший американський астронавт. Ньюман здійснив 4 виходи, загальною тривалістю 28 годин і 27 хвилин.
Відбій в 08:36 UTC (13.12)

### 13—14 грудня (одинадцятий день польоту)
Підйом від сну в 16:36 UTC (13.12)
О 20:25 UTC сталася розстикування шатлу і МКС. Шатл відійшов від станції на приблизно на 140 метрів і здійснив обліт станції.
У 4:31 UTC (14 грудня) з вантажного відсіку шатлу було піднято і випущено аргентинський супутник — Argentine Satelite de Aplicaciones / Scientifico -A.
За сигналами управління з центру управління польотом станція балу розгорнута так, що модуль «Юніті» було спрямовано вниз, на Землю, а модуль «Заря» — вгору, в космос. Станції було надано повільне обертання, 1 оборот за 30 хвилин, щоб підтримувати сприятливий температурний режим.
Відбій о 09:36 UTC (14.12)

### 14—15 грудня (дванадцятий день польоту)
Підйом від сну в 17:36 UTC (14.12)
Екіпаж проводив підготовку до повернення на Землю. Командир корабля Роберт Кабана і пілот Фредерік Стеркоу перевіряли перед посадкою всі системи шатлу.
У 2:09 UTC (15 грудня) випущені в космос два демонстраційних супутника MightySat.
Відбій о 09:36 UTC (15.12)

### 15—16 грудня (тринадцятий день польоту)
Підйом від сну в 17:36 UTC (15.12)
У 2:46 UTC (16 грудня) були включені двигуни на гальмування. У 3:50, коли швидкість шатлу знизилася до швидкості звуку, в районі місця приземлення був почутий звуковий удар.
У 3:54 UTC (16 грудня) шатлу «Індевор» приземлився. Тривалість польоту склала 11 діб 19 годин 18 хвилин.
Це була десята в історії польотів шатлів нічна посадка. Місцевий час у районі посадки — 22 години 54 хвилин.

## Підсумок
Місія «Індевор» STS-88 завершилася успішно. Почата збірка на орбіті Міжнародної космічної станції.

## Посалання
- Інформація про політ
- Сторінка експедиції на офіційному сайті НАСА [Архівовано 11 серпня 2014 у Wayback Machine.]
- STS-88 (93) [Архівовано 6 червня 2011 у Wayback Machine.] (англ.)